# Pecluma ferruginea
Pecluma ferruginea är en stensöteväxtart som först beskrevs av Carl Friedrich Philipp von Martius och Gal., och fick sitt nu gällande namn av Michael Greene Price. Pecluma ferruginea ingår i släktet Pecluma och familjen Polypodiaceae. Inga underarter finns listade.